# Aquismón
Aquismón – meksykańskie miasto położone we wschodniej części stanu San Luis Potosí, siedziba władz gminy o tej samej nazwie.

## Położenie
Miasto leży w odległości około 210 km na wschód od stolicy stanu San Luis Potosí, u podnóża gór Sierra Madre Wschodnia, kilka kilometrów od granicy ze stanem Querétaro.

## Klimat
Klimat w Aquismón zgodnie z klasyfikacją klimatów Köppena należy do klimatów subtropikalnych, łagodnych, bez pory suchej i z gorącym latem, oraz z ciepłą zimą (Cfa). Średnia roczna temperatura wynosi 25,1 °C, natomiast suma opadów 2270,8 mm. W najcieplejszym miesiącu – czerwcu średnia temperatura wynosi 29,3 °C, natomiast w najzimniejszym – styczniu 19,1 °C. Miesiącem o najwyższych opadach jest wrzesień a o najniższych marzec.